# Ing (runa)
ᛜ [Ing] eller [/ng/-runan] (även stiliserat ᛝ, ) är den tjugoandra (22:a) runan i den äldre och anglofrisiska runraden, hörande Tyrs ätt (3:e rungruppen). Det motsvaras i det latinska alfabetet av bokstaven ŋ och anger en velar nasal (/ng/-ljudet).
Runan är döpt efter gudanamnet Ingwaz (bland flera varianter) då det enkelt anger dess primära ljudvärde.

## Namn
Runans namn kommer av ett urgermanskt hjälte- eller gudanamn med oklar identitet som bland annat överlever i de svenska personnamnen Yngve, Ingvar och Ingrid med flera och möjligtvis i namnet på en av de tre ursprungliga germanska folkstammarna – ingaevoner – som omnämns i latinska källor.
Historiska varianter är bland annat:
- anglosaxiska: Ing
- fornhögtyska: Ing/Ingwi
- fornnordiska: Yngvi
- urgermanska: *Ingwaz

### Fornengelska rundikten
Den fornengelska rundikten(en) från 800-talet anger detta om runan:
| ᛝ Ing ƿæs ærest mid Eástdenum geseƿen secgum, oð he síððan e[á]st ofer ƿæg geƿát. ƿæn æfter ran. þus Heardingas þone hæle nemdon. |  | ”ᛝ Ing var förste/främst bland Östdanerna sedd av men, till han sedan öst över våg avreste; vagn efter sprang. Således hårdingar denne hjälte benämnde.” |

### Heimskringla
I Snorre Sturlassons krönika Heimskringla omnämns att guden Frej också kallades Yngvi och att hans ättlingar benämndes ynglingar, och Ingwaz identifieras därför ibland som Frej.